# Carex atrofusca
Espèce
Classification phylogénétique
Carex atrofusca est une espèce de plantes du genre Carex et de la famille des Cyperaceae.